# Диспетчер задач Windows
Диспетчер задач Windows — диспетчер задач, системный монитор и менеджер запуска, входящий в состав Windows. Он предоставляет информацию о производительности компьютера и запущенных приложениях, процессах и использовании ЦП, фиксирует нагрузку и сведения о памяти, сетевой активности и статистике, зарегистрированных пользователях и системных службах. Диспетчер задач также может использоваться для установки приоритетов процессов, свойства процессора, запуска и остановки служб и принудительного завершения процессов.
Диспетчер задач можно запустить либо комбинацией ⊞ Win+R и введя taskmgr.exe, либо комбинацией Ctrl+Alt+Delete и нажав «Запустить диспетчер задач», либо комбинацией Ctrl+⇧ Shift+Esc, либо щелкнув правой кнопкой мыши на панели задач Windows и выбрав пункт «Диспетчер задач».
Диспетчер задач был представлен в его текущем виде начиная с Windows NT 4.0. Предыдущие версии Windows NT, а также Windows 3.x, включают в себя приложение «Список задач», способное перечислять текущие процессы и завершать их или создавать новый процесс. Windows 9x имеет программу, известную как «Завершение работы программы» («Close Program»), в которой перечислены текущие запущенные программы, а также варианты закрытия программ и выключение компьютера.

## Функциональность

### Приложения
На вкладке «Приложения» в диспетчере задач отображается список запущенных программ. Как правило[когда?], так определяют, появляется ли процесс на этой вкладке или нет. Во вкладке будут отображаться большинство приложений, отображающихся на панели задач, но это не всегда так.
Щелчок правой кнопкой мыши по любому из приложений в списке позволяет переключиться на это приложение, закрыть приложение и показать процессы, связанные с приложением.
При выборе «Завершить задачу» во вкладке «Приложения» запрос должен быть отправлен в приложение для его завершения. Это отличается от принудительного закрытия приложения через вкладку «Процессы».

### Процессы
Во вкладке «Процессы» (в русских версиях Windows — «Подробности») отображается список всех запущенных процессов в системе. Список включает службы Windows и процессы из других учетных записей. До Windows XP имена процессов длиной более 15 символов укорачивались. Начиная с Windows XP, клавиша Delete также может использоваться для завершения процессов во вкладке «Процессы».
Щелчок правой кнопкой мыши по процессу в списке позволяет изменить приоритет процесса, установив свойства процессора (установив, какие ядра (или потоки) процессора могут выполнять процесс), и позволяет завершить процесс. Выбор опции «Завершить процесс» позволяет немедленно «убить» процесс. Выбор «Завершить дерево процессов» заставляет Windows немедленно «убивать» процесс, а также все процессы, прямо или косвенно начатые этим процессом. В отличие от выбора «Завершить задачу» во вкладке «Приложения» при выборе «Завершить процесс» программе не сообщается предупреждение и нет возможности завершить ее до принудительного завершения процесса. Однако, когда процесс, который выполняется в контексте безопасности отличается от процесса, который выполнил вызов TerminateProcess, использование служебной команды KILL в командной строке является обязательным.
По умолчанию во вкладке «процессы» отображается учетная запись пользователя, от имени которой выполняется процесс, нагрузка на процессор и оперативную память. Есть много других столбцов, которые можно настроить, выбрав «Выбрать столбцы» щелкнув правой клавишей мыши под одному из столбцов.

### Производительность
Во вкладке «Производительность» отображаются общие статистические данные о производительности системы, в частности общее количество использования ЦП и объем памяти. Показана диаграмма недавнего использования для обоих этих значений. Также показаны дополнительная информация об оперативной памяти.
Существует возможность разделить график использования ЦП на два: время режима ядра и время пользовательского режима. Многие драйверы устройств и основные компоненты операционной системы работают в режиме ядра, тогда как пользовательские приложения запускаются в пользовательском режиме. Параметр можно включить, кликнув правой клавишей мыши по графику и выбрав пункт «Показать время ядра». Когда эта опция включена, на графике использования ЦП будет показана бледно-голубая и темно-голубая область. Тёмно-голубая область — это количество времени, затраченного в режиме ядра, а бледно-голубая область показывает количество времени, проведенного в пользовательском режиме.

### Сеть
Во вкладке «Сеть», представленной в Windows XP, отображается статистика, относящаяся к каждому сетевому адаптеру, присутствующему на компьютере. По умолчанию отображаются имя адаптера, процент использования сети, скорость соединения и состояние сетевого адаптера, а также диаграмма последней активности. Дополнительные параметры можно отобразить, выбрав «Выбрать столбцы» в меню «Вид»

### Пользователи
Вкладка «Пользователи», также представленная в Windows XP, показывает всех пользователей, которые в настоящее время имеют сеанс на компьютере. На серверах может быть несколько пользователей, подключенных к компьютеру с помощью служб терминалов. В Windows XP может быть подключено одновременно несколько пользователей с помощью функции быстрого переключения пользователей. Пользователи могут быть отключены или выведены из этой вкладки.

### Интервал обновлений
Интервал обновления может быть установлен на Высокий (0,5 с), Обычный (2 с), Низкий (4 с) или приостановлен. После изменения в Windows XP скорость обновления по умолчанию 1 с может быть сброшена только путем редактирования бинарных данных реестра по пути HKEY_CURRENT_USER\Software\Microsoft\Windows\CurrentVersion\TaskManager\Preferences. Интервал сохраняется в миллисекундах со смещением 04, «e8 03» устанавливает его на 1000 мс.

## Пользовательский интерфейс

### Вкладка «приложения»
- Диспетчер задач определяет приложение или задачу как окно, принадлежащее конкретному потоку. Не все окна показаны в этом представлении. Например, модальные диалоги (окна, для которых нет отдельного потока) не отображаются, из-за чего многие диалоги и сообщения об ошибках не отображаются. Термин «Задача», используемый в первом столбце, может вводить в заблуждение, так как не существует неотъемлемой концепции задач в операционной системе Windows, за исключением тех, которые настроены в планировщике задач для периодического запуска.
- В столбце «состояние» отображается состояние потока, которому принадлежит окно, с точки зрения обработки Сообщений Windows. Когда статус приложения отображается как «Выполняется», это означает, что поток реагирует на сообщения Windows. Когда статус отображается как «Не отвечает», это означает, что поток в настоящий момент не реагирует на сообщения окон. Это может быть ожидание (иногда называемое «заблокировано») для других событий, таких как запросы ввода-вывода или выполнение кода, связанного с вычислениями.

### Вкладка «процессы»
- Столбец «использование памяти» показывает рабочую нагрузку.
- Столбец «Размер VM» (не показан по умолчанию) не является количеством виртуальной памяти, используемой процессом; это фактически скрытые байты процесса.
- В столбце «ЦП» отображается процент загрузки ЦП, он рассчитывается путем «среза» потребления ЦП в соответствии с двузначным округленным форматом. Процесс, потребляющий 0,9 % ЦП, будет отображаться как 00 в диспетчере задач.
- Процесс «Бездействие системы» — первый процесс, который создается при загрузке Windows и всегда имеет идентификатор процесса 0. В системном режиме ожидания для каждого ЦП в системе есть один поток.
- Если у процессора нет другой работы, планировщик Windows выбирает соответствующий поток «холостого хода» процессора для выполнения. Накопленное время ЦП этого процесса, таким образом, показывает Общее время ЦП, которое не было использовано. В ранних версиях Windows NT простаивающие потоки были короткими циклами простоя, состоящими в основном из инструкции " halt"; в более поздних версиях Windows простаивающие потоки вызывают более сложные методы управления питанием ЦП.

Макет может быть настроен пользователем, выбрав вкладку «Вид», затем «Выбрать столбцы» во всплывающем меню. Для отображения может быть выбрано до тридцати различных столбцов (в зависимости от версии Windows), включая различные параметры памяти и ввода-вывода, а также количество используемых дескрипторов и потоков.

### Вкладка «производительность»
Диспетчер задач имеет альтернативный интерфейс без каких-либо параметров меню или вкладок. Это называется режимом «Tiny Footprint». Двойной щелчок по любому пустому пространству, кроме данных и / или меню, переключает диспетчер задач в этот режим; двойной щелчок на границе переключает его обратно.
Режим Tiny Footprint отображает данные вкладки, выбранной при входе в него. В некоторых версиях Windows сочетания клавиш Ctrl+Tab ↹, Ctrl+⇧ Shift+Tab ↹, Ctrl+PageUp или Ctrl+PageDown могут использоваться для циклического просмотра вида «Tiny Footprint» для каждой вкладки, обычно видимой вне этого режима. Режим «Tiny Footprint» не показывает график использования памяти, если выбрана вкладка «Производительность».

## История

### Windows 9x
Диалоговое окно «Закрыть программу» появляется при нажатии Ctrl+Alt+Delete в Windows 9x. Кроме того, в Windows 9x есть программа под названием Tasks (TASKMAN.EXE), расположенная в каталоге Windows. TASKMAN.EXE является недоработанным и имеет меньше возможностей. Утилита «Системный монитор» в Windows 9x содержит функции мониторинга процессов и сети, аналогичные функциям диспетчера задач Windows. Кроме того, программа «Задачи» вызывается, дважды щелкнув на рабочем столе, если отключен проводник.

### Windows XP
Только в Windows XP имеется меню выключения, которое обеспечивает доступ к режимам ожидания, спящего режима, выключения, перезагрузки, выхода из системы и переключению пользователей.

### Windows Vista
Диспетчер задач Windows был обновлен в Windows Vista с новыми функциями, в том числе:
- Вкладка «Службы» для просмотра и изменения текущих запущенных служб Windows и запуска и остановки любой службы, а также включения-выключения файла контроля учетных записей (UAC) и виртуализации процесса.
- Новые столбцы «Название пути изображения» и «Командная строка» и «Описание» на вкладке «Процессы». Они показывают полное имя и путь исполняемого образа, выполняемого в процессе, любые предоставленные параметры командной строки и свойство «Описание» файла изображения.
- Новые столбцы, отображающие статус DEP и статус виртуализации. Статус виртуализации относится к виртуализации UAC, в соответствии с которой ссылки на файлы и пути реестра системы тихо перенаправлены в области, специфичные для пользователя.
- Щелкнув правой кнопкой мыши по любому процессу, можно напрямую открыть Свойства исполняемого файла образа процесса или каталога (папки), содержащего этот процесс.
- Диспетчер задач также был менее уязвим для атаки из удаленных источников или вирусов, поскольку он должен работать под правами администратора для выполнения определенных задач, таких как отключение других подключенных пользователей или отправка сообщений. Пользователь должен зайти во вкладку «Процессы» и нажать «Показывать процессы от других пользователей», чтобы проверить права администратора и разблокировать эти привилегии. Отображение процессов от всех пользователей требует, чтобы все пользователи, включая администраторов, принимали приглашение UAC, если UAC не отключен. Если пользователь не является администратором, он должен ввести пароль для учетной записи администратора, когда будет предложено продолжить, если UAC не отключен, и в этом случае повышения привилегий не произойдет.
- Щелкнув правой кнопкой мыши на любом запущенном процессе, можно создать дамп. Эта функция может быть полезна, если приложение или процесс не отвечает, поэтому файл дампа можно открыть в отладчике, чтобы получить дополнительную информацию.
- Отключено меню выключения, включающее режим ожидания, спящий режим, выключение, перезагрузку, выход из системы и выход пользователя.
- На вкладке «Производительность» отображается время безотказной работы системы.

### Windows 8
В Windows 8 Диспетчер задач был переработан, внесены следующие изменения:
- По умолчанию вкладки скрыты. В этом представлении отображаются только приложения и связанные с ними процессы.
- Использование ресурсов на вкладке «Процессы» отображается с различными оттенками желтого цвета, причем более темный цвет представляет более значительное использование.
- Вкладка «Производительность» разделена на разделы «ЦП», «память», «диск», «ethernet», «wi-fi», «графический процессор». Для каждого из них есть общие графики, и нажатие на одну из них детализирует данные для этого конкретного ресурса.
  - Во вкладке «ЦП» больше не отображаются отдельные графики для каждого логического процессора в системе по умолчанию. Теперь она может отображать данные для каждого узла NUMA.
  - На вкладке ЦП теперь отображаются простые проценты на «плитках» тепловых карт, чтобы отображать использование для систем с большим количеством (64 или более, до 640) логических процессоров.[5] Цвет, используемый для этих тепловых карт, является синим, с более темным цветом, что указывает на более значительное использование.
  - Наведение курсора на данные любого логического процессора теперь показывает узел NUMA этого процессора и его идентификатор.
- Добавлена вкладка «автозагрузка», в которой отмечены приложения для автозапуска.[6]
- Во вкладке «Процессы» перечислены имена приложений, статус приложения и общие данные об использовании для ЦП, памяти, жесткого диска и сетевых ресурсов для каждого процесса.
  - Статус приложения может быть изменен на приостановленный.
  - Обычную информацию о процессе, которая есть в более раннем диспетчере задач, можно найти на вкладке «Подробности».

## Уязвимости
Диспетчер задач является общей целью компьютерных вирусов и других форм вредоносного ПО; обычно вредоносная программа закрывает диспетчер задач сразу же после его запуска, чтобы скрыть себя от пользователей. Например, варианты червей Zotob и Spybot использовали этот метод. С помощью Групповой политики можно отключить Диспетчер задач. Многие типы вредоносных программ также включают этот параметр политики в реестре. Руткиты могут препятствовать тому, чтобы они были перечислены в диспетчере задач, тем самым предотвращая их обнаружение и завершение пользователем.

## Настройка
Диспетчер задач можно отключить через реестр, установив значение параметру HKCU\Software\Microsoft\Windows\CurrentVersion\Policies\System\DisableTaskMgr значение '1' (DWORD) 